# Павленкове (Миколаївська селищна громада, Сумський район)
Павле́нкове —  село в Україні, у Миколаївській селищній громаді Сумського району Сумської області. Населення становить 103 особи. До 2020 орган місцевого самоврядування — Улянівська селищна рада.

## Географія
Село Павленкове розташоване на правому березі річки Вир, вище за течією на відстані 2 км розташоване селище Улянівка, нижче за течією примикає селище Миколаївка, на протилежному березі — селище Слобожанське.
На річці велика загата. Поруч із селом великі відстійники цукрового заводу.
За 1 км пролягає автомобільний шлях Т 2504.

## Назва
На території України 3 населених пункти із назвою Павленкове.

## Історія
- Село постраждало внаслідок геноциду українського народу, проведеного урядом СССР 1923-1933 та 1946-1947 роках.
- 12 червня 2020 року, відповідно до розпорядження Кабінету Міністрів України № 723-р «Про визначення адміністративних центрів та затвердження територій територіальних громад Сумської області», село увійшло до складу Миколаївської селищної громади[1].
- 19 липня 2020 року, в результаті адміністративно-територіальної реформи та ліквідації Білопільського району, село увійшло до складу новоутвореного Сумського району[2].